# MPST
MPST (англ. Mercaptopyruvate sulfurtransferase) – білок, який кодується однойменним геном, розташованим у людей на короткому плечі 22-ї хромосоми. Довжина поліпептидного ланцюга білка становить 297 амінокислот, а молекулярна маса — 33 178.
| 10         |  | 20         |  | 30         |  | 40         |  | 50         |
| ---------- |  | ---------- |  | ---------- |  | ---------- |  | ---------- |
| MASPQLCRAL |  | VSAQWVAEAL |  | RAPRAGQPLQ |  | LLDASWYLPK |  | LGRDARREFE |
| ERHIPGAAFF |  | DIDQCSDRTS |  | PYDHMLPGAE |  | HFAEYAGRLG |  | VGAATHVVIY |
| DASDQGLYSA |  | PRVWWMFRAF |  | GHHAVSLLDG |  | GLRHWLRQNL |  | PLSSGKSQPA |
| PAEFRAQLDP |  | AFIKTYEDIK |  | ENLESRRFQV |  | VDSRATGRFR |  | GTEPEPRDGI |
| EPGHIPGTVN |  | IPFTDFLSQE |  | GLEKSPEEIR |  | HLFQEKKVDL |  | SKPLVATCGS |
| GVTACHVALG |  | AYLCGKPDVP |  | IYDGSWVEWY |  | MRARPEDVIS |  | EGRGKTH    |

A: Аланін

C: Цистеїн

D: Аспарагінова кислота

E: Глутамінова кислота

F: Фенілаланін

G: Гліцин

H: Гістидин

I: Ізолейцин

K: Лізин

L: Лейцин

M: Метіонін

N: Аспарагін

P: Пролін

Q: Глутамін

R: Аргінін

S: Серин

T: Треонін

V: Валін

W: Триптофан

Кодований геном білок за функціями належить до трансфераз, фосфопротеїнів. 
Задіяний у таких біологічних процесах, як ацетилювання, альтернативний сплайсинг. 
Локалізований у цитоплазмі, мітохондрії, клітинних контактах, синапсах, синаптосомах.